# Cimpor
Cimpor (Cimentos de Portugal) är ett av Portugals största byggmaterialföretag.
Cimpor tillverkar cement och andra till det relaterade produkter såsom aggregat, 
färdig tillblandad cement och andra produkter för konstruktion.
Företaget är börsnoterat på Euronext Lisbon och ingår i PSI-20 index.
Cimpor äger fabriker i Portugal i:
- Coimbra
- Vila Franca de Xira
- Loulé
- Figueira da Foz

Cimpor är verksam i följande länder:
- Portugal
- Spanien
- Marocko
- Tunisien
- Brasilien
- Turkiet
- Kap Verde
- Kina
- Moçambique
- Egypten
- Peru
- Sydafrika
- Indien